# Kinosternon subrubrum
Kinosternon subrubrum là một loài rùa trong họ Kinosternidae. Loài này được Bonnaterre mô tả khoa học đầu tiên năm 1789.

## Hình ảnh

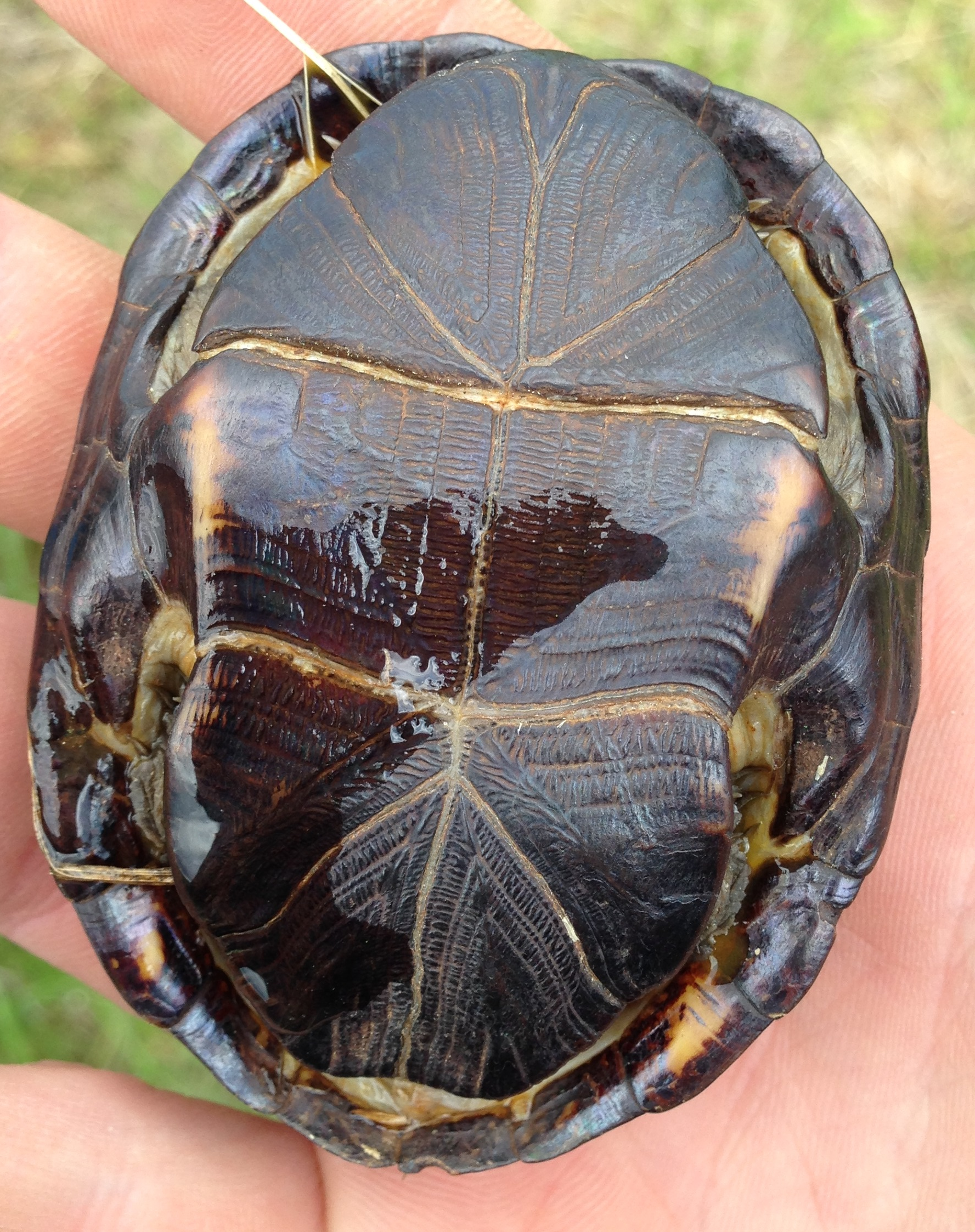
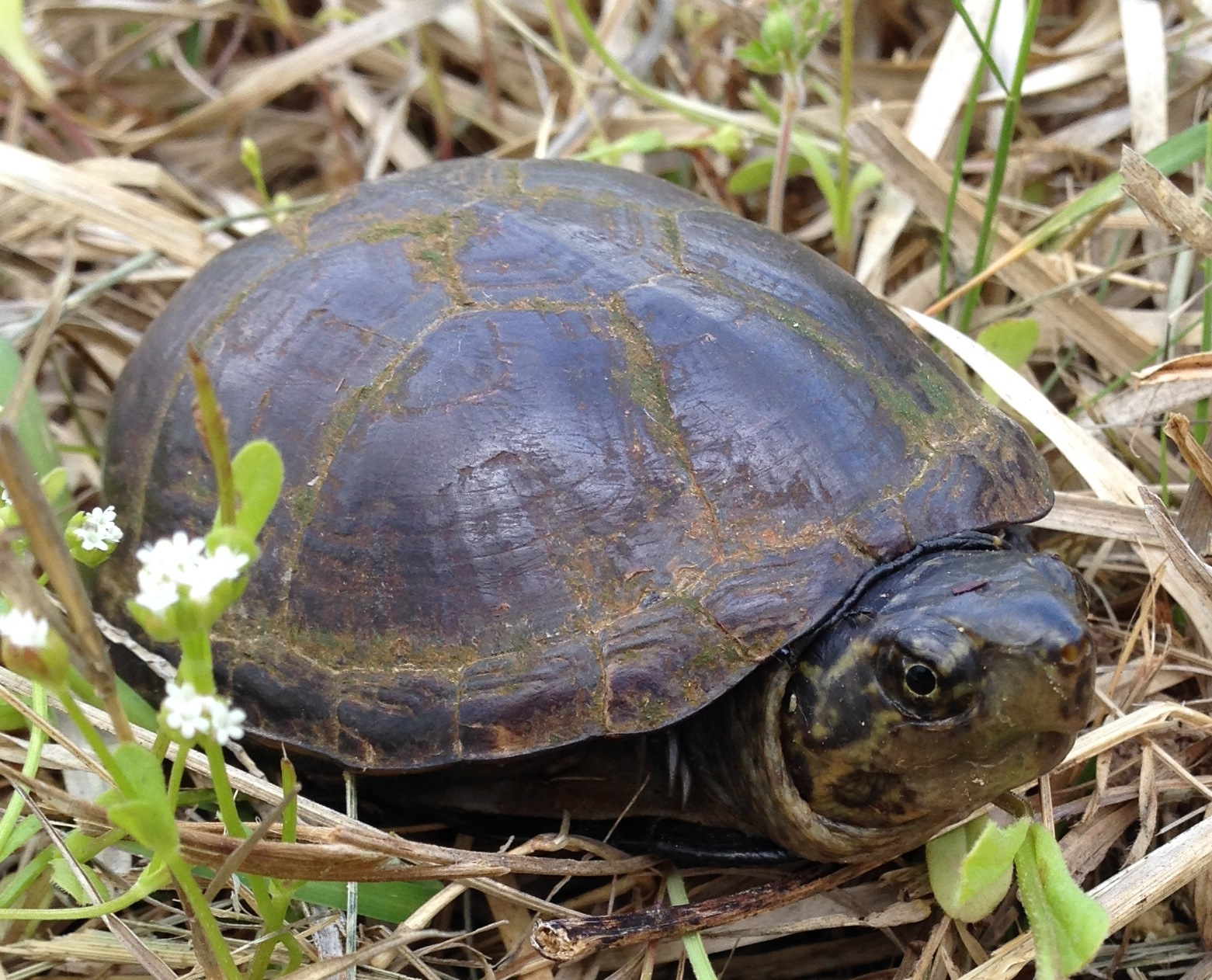
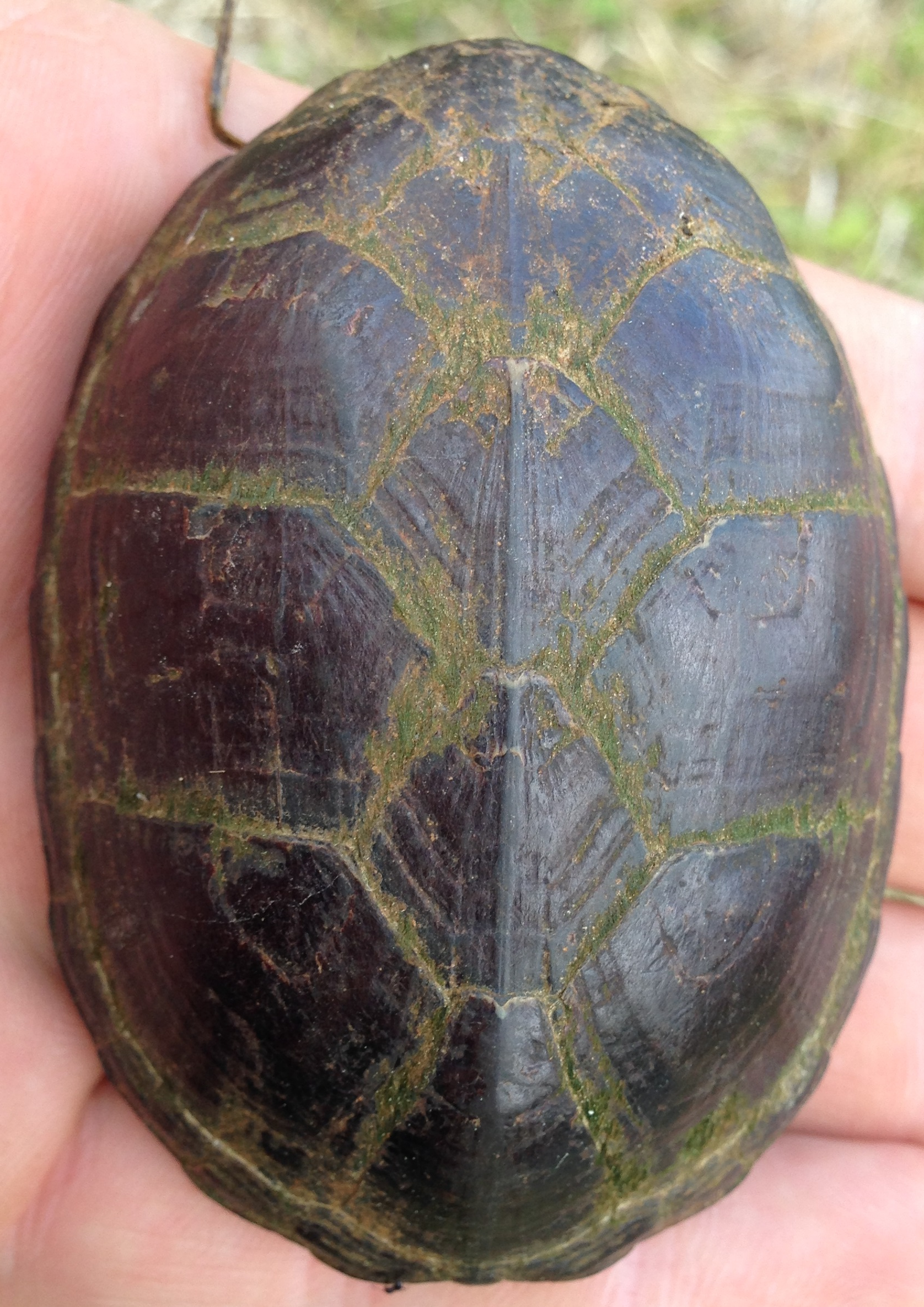